# Oblężenie Hawany (1762)
Oblężenie Hawany miało miejsce w okresie od 13 czerwca do 13 sierpnia 1762 r. w trakcie wojny angielsko-hiszpańskiej 1761–1763 toczonej w ramach wojny siedmioletniej. Walki zakończyły się zajęciem miasta przez Brytyjczyków.

## Przygotowania
Po zawiązaniu sojuszu pomiędzy hiszpańskimi i francuskimi Burbonami, Karol III Hiszpański poparł Francuzów w wojnie siedmioletniej. Głównymi celami wojny dla Hiszpanów stały się Hawana na Kubie oraz stolica Filipin Manila. Również brytyjska strategia wojenna koncentrowała się na obu teatrach wojny. Dowództwo nad brytyjską flotą skierowaną na Kubę objął wiceadmirał George Pocock, dysponujący 70 jednostkami wojennymi i transportowymi. W trakcie rejsu do floty dołączyły kolejne okręty. Dnia 6 czerwca flota brytyjska licząca w tym czasie 200 jednostek (w tym 50 okrętów wojennych) dotarła w rejon Hawany. Na statkach transportowych znajdowało się 14 000 żołnierzy.
Hawana była silnie umocnionym portem i uchodziła za niemożliwą do zdobycia. Miasto chronione było przez bastion Castillo de la Real Fuerza oraz Fort La Punta. Wejścia do portu broniła twierdza Castillo de los Tres Reyes del Morro (El Morro). Obrona hiszpańska składała się z 4000 regularnych żołnierzy i marynarzy, wspieranych przez 3000 członków milicji. Dówództwo w mieście sprawował Juan de Prado y Portocarrero Malleza.

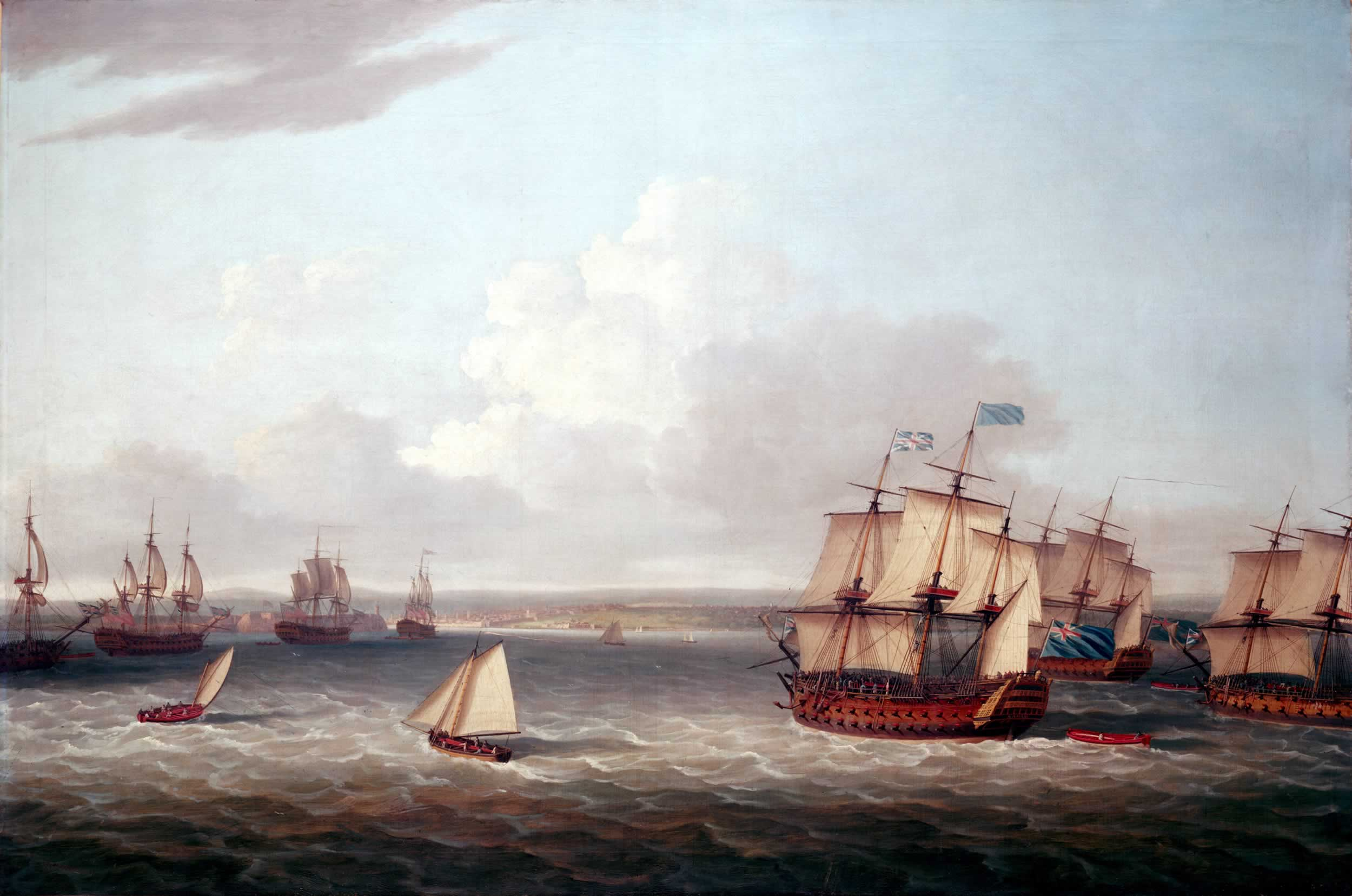
Brytyjska flota u brzegów Hawany

## Zdobycie Hawany 1762
Kluczową pozycją obrony była twierdza El Morro, którą można było zaatakować wyłącznie od strony lądu. Dnia 7 czerwca Brytyjczycy wylądowali w rejonach położonych na wschód i zachód od Hawany. Oddziałowi brytyjskiemu dowodzonemu przez George Keppela, hrabiego Albemarle udało się zająć ważne strategicznie wzgórze La Cabaña. Rozpoczął się też trwający miesiąc ostrzał twierdzy El Morro. Nadciągający sezon huraganów oraz wysokie straty poniesione głównie w wyniku chorób tropikalnych sprawiły, że Brytyczycy nie mogli sobie pozwolić na zbyt długie oblężenie. Keppel zadecydował wówczas o bezpośrednim ataku na twierdzę El Morro po uprzednim podminowaniu jej murów. Tuż przed atakiem Keppel wysłał do hiszpańskiego komendanta Don Luisa de Velasco ostatnią ofertę kapitulacji, która została odrzucona. Dnia 30 lipca zdetonowano wszystkie miny, po czym nastąpił szturm Brytyjczyków. W trakcie ataku śmierć poniósł Velasco oraz jego zastępca. W tej sytuacji obrońcy złożyli broń.  

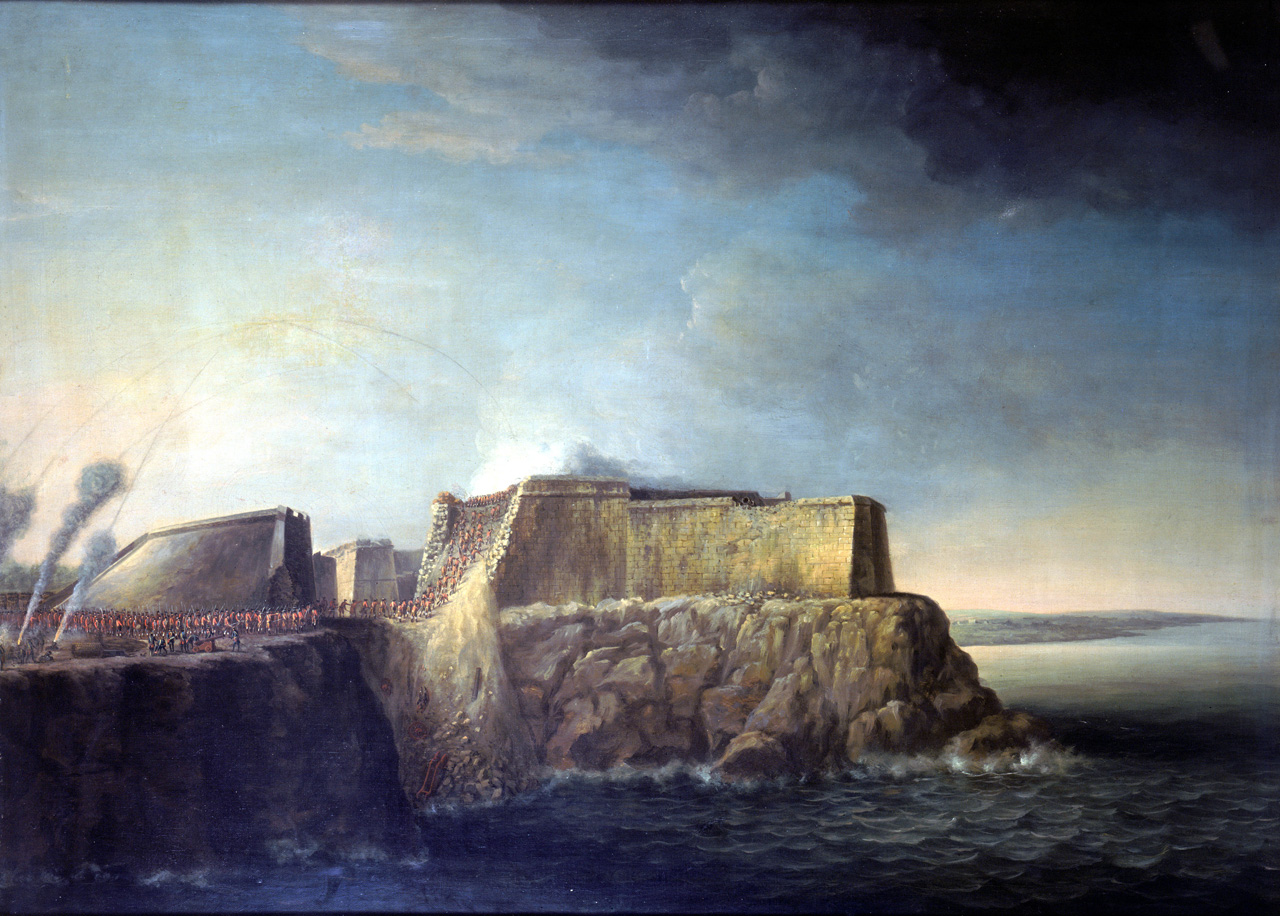
Szturm na twierdzę El Morro

Ze zdobytej twierdzy Brytyjczycy ostrzelali wzgórze La Cabaña oraz samo miasto. Ostatecznie Hawana poddała się w dniu 13 sierpnia. W wyniku ugody, hiszpańskie jednostki mogły opuścić miasto ze sztandarami oraz bronią. Niektórych oficerów odtransportowano na okrętach z powrotem do Hiszpanii. Mieszkańcom miasta, którzy wyrazili chęć pozostania, Brytyjczycy obiecali, że po czterech latach staną się brytyjskimi obywatelami. Przy okazji zapewniono im nieograniczony dostęp do nauki religii katolickiej.
W wyniku walk o Hawanę Brytyjczycy zdobyli 11 stacjonujących w porcie okrętów hiszpańskich, znaczne ilości towarów oraz miliony peso w srebrze. Ich straty poniesione w bitwie były jednak ogromne. W ataku śmierć poniosło 400 ludzi, a drugie tyle dostało się do niewoli. Około 10 tys. zmarło na malarię, żółtą febrę i w wyniku innych chorób tropikalnych. Z całej walczącej na lądzie armii pozostało jedynie 3 tys. zdolnych do walki żołnierzy.

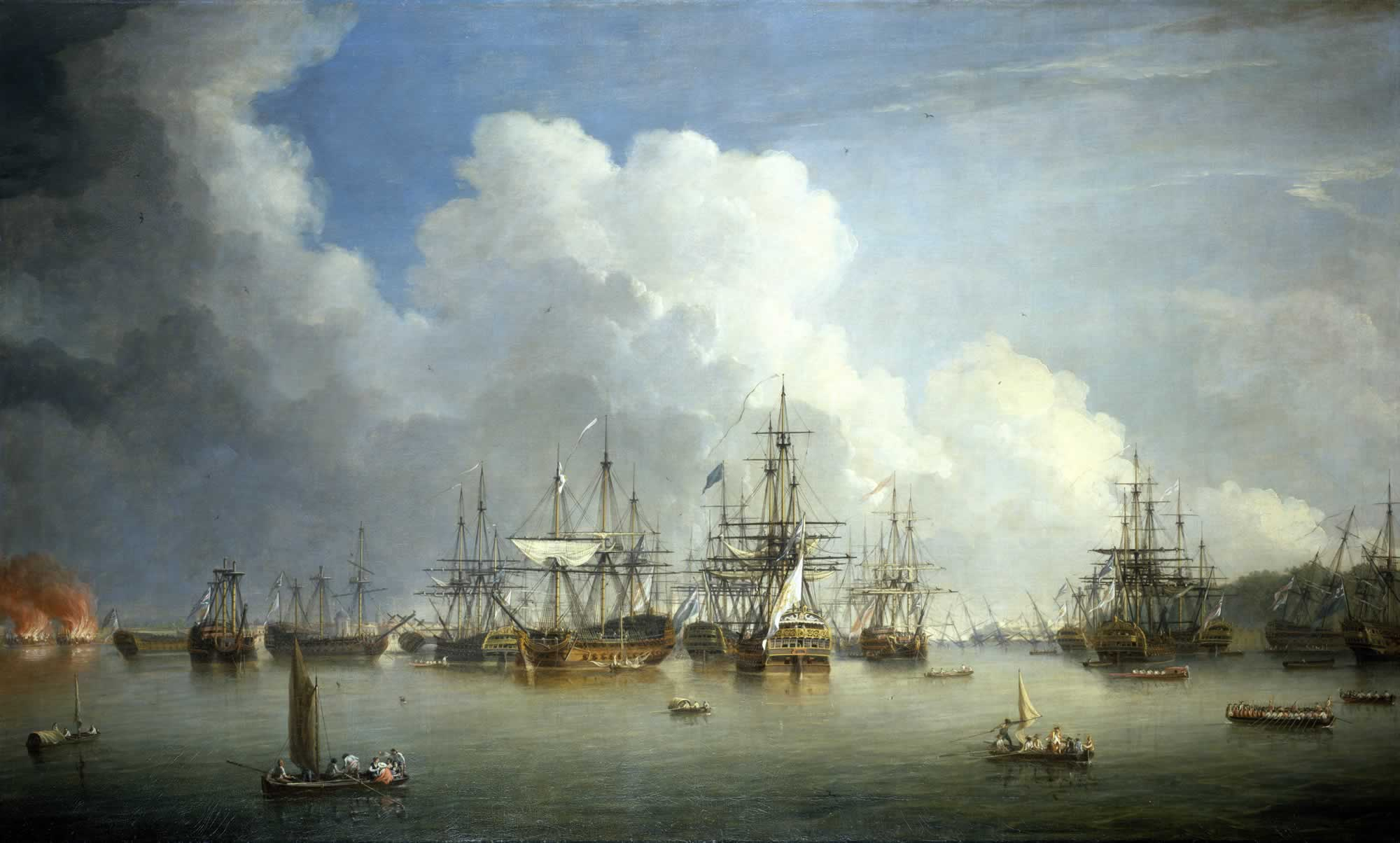
Zdobyte przez Brytyjczyków okręty hiszpańskie

## Konsekwencje
Pod panowaniem brytyjskim Hawana w krótkim czasie przeżyła znaczny wzrost gospodarczy, głównie dzięki kontaktom z koloniami północno-amerykańskimi oraz Wielką Brytanią. Większa część Kuby pozostawała jednak nadal pod kontrolą hiszpańską. Keppel mianowany został gubernatorem zajętych przez Brytyjczyków terenów na Kubie. Wiadomość o zajęciu Hawany dotarła do Londynu w dniu 27 września i wywołała wielką radość. Przeciwnie było w Hiszpanii, gdzie utrata ważnego strategicznie miasta wywołała prawdziwy szok. Miasto pozostało pod brytyjską kontrolą przez 11 miesięcy, do czasu zawarcia pokoju w Paryżu w roku 1763, później zostało zwrócone Hiszpanom. Hiszpański król Karol III za przyczynę klęski uznał niedostatecznie ufortyfikowane wzgórze La Cabaña, dlatego nakazał wybudowanie na nim silnej twierdzy Fortaleza de San Carlos de la Cabaña.  